# 週刊金曜日
『金曜日』（きんようび、通称週刊金曜日）は、株式会社金曜日が発行する主に政治・社会・環境問題を扱う週刊誌。
創刊当初に5万3000部だった定期購読部数は、2018年時点で1万3000部となっている。なお、講談社が発行する写真週刊誌『FRIDAY』とは無関係である。

## 概要
1993年に編集委員が中心となり読者から出資を募り創刊された。1993年7月23日に月刊誌（月刊金曜日）として創刊され、4号が発行された。そして、通巻5号にあたる同年11月5日号において週刊誌として改めて創刊した。創刊当初、雑誌の採算点を3万5000部としており、その部数を購読予約部数で上回ったことから創刊（週刊化）に至った。
「スポンサーや広告主に阿らずに市民の立場から主張できるジャーナリズム、権力を監視し物申せるジャーナリズム」を目指し、また、休刊した『朝日ジャーナル』の思潮を受け継ぐとしている。「日本で唯一の、タブーなき硬派な総合週刊誌」を標榜し、反戦・人権・環境問題など市民運動・市民活動の支援、体制批判を主に扱っている。憲法改正論議では一貫して護憲の立場を取っている。
読者から出資を受ける理由については、経営者の（広告主への配慮という）編集方針により原稿をボツにされることが度々あった本多をはじめとするジャーナリストの経験を踏まえ、「広告に依存しない自由なメディアを作りたい」という動機によるものである。誌名の名付け親は久野収。1936年に久野と中井正一らが発行した週刊『土曜日』と、フランス人民戦線の雑誌『Vendredi（金曜日）』にちなむ。
2024年12月20日、2025年4月より定価を600円から780円に値上げし、判型を現行のAB判からA4変形判に変更すると発表した。

## 誌面構成
毎号、全体のおよそ3分の1が特集記事や単発記事で、残りの誌面は連載記事や投書欄にあてられている。ただし、連載記事の種類は多いが、多くは毎号連載されるわけではなく（不定期連載・隔週連載・月1回連載）、複数の執筆者が交代で執筆する連載も多い（たとえば政治コラムは毎号掲載されるが、国会議員秘書・ジャーナリスト・大学教授・新聞記者の4者が交代で執筆している）。このため、毎号必ずお気に入りの執筆者の文章が読めるとは限らない。
投書欄は毎号8通前後の投書が掲載されている。定期購読者が主体であるため、創刊からしばらくは投書欄が雑誌の巻頭にあった。他に、市民運動や読者会（読んだ感想を話し合う）の紹介などを投稿できるコーナーもある。

## 論調
「権力は腐敗する、絶対的権力は絶対に腐敗する」（ジョン・アクトンの言葉）という前提に立ち、「だから監視が必要であり、そのためにジャーナリズムは存在する」と主張している雑誌である。政治性向としては急進左派であり、『中日新聞』よりも左寄りに位置する。したがって、与党（自公連立政権であろうが非自民政権であろうが関係ない）や政府や財界など体制批判をする記事が多い。近隣諸国の中では日本の政界・財界と深い関係を持つアメリカ合衆国を批判する記事が目立つが、チェチェン紛争などに絡むロシアの人権問題や覇権主義、「人体の不思議展」の疑惑など中国の人権問題、中国共産党の独裁と腐敗に言及した記事もある。
左派政党や市民団体関係者がしばしば寄稿し、また日本や韓国の左派勢力に対しては好意的な論評が比較的多い。また、日本共産党などを批判する記事も少なからずあり、週刊金曜日16周年記念号の看板ルポで「創価学会の失われた一〇年」として、公明党と創価学会の問題点を取り上げるなど、互いに非難合戦に陥りがちな共産党と創価学会陣営の両方に批判的な論調である。民主党に対する批判も以前から散見され、また民主党の後継政党である民進党はあくまで保守政党という立場を取ってきたが、民主党政権発足後は批判しつつも、自民党政権に比べ相対的に評価し政策提言を行う記事が増えていた。2017年に結成された立憲民主党に対しては概ね肯定的であるが、2018年京都府知事選挙をめぐる同党の対応には批判的であった。先述の通り護憲の立場を取るため憲法改正論議には批判的で、北朝鮮への経済制裁についても批判的記事が多い。
最近では反米左派と同保守の共闘として、西部邁や小林よしのりらが誌上に登場することもあった。2005年の第44回総選挙での野党大敗後は、民主党などを含む勢力との共闘を肯定する記事も増えている。
2008年の創刊15周年集会では、ポスターにドラクロワの「民衆を導く自由の女神」のトリコロールを日の丸に置き換えたパロディを用いたが、この際日の丸を肯定的に用いたことに強い批判が寄せられた。また、天皇制廃止論の立場からの論説がしばしばみられ、保守派だけでなく天皇に好意的な左派、あるいは天皇や皇族自身の言動も批判対象にしばしばされる。
2009年4月8日、「貧困とテロ、クーデター」と題する『月刊日本』との共同講演会を開催した。派遣切りなどの貧困労働者問題を中心に論じたものである。なお、れいわ新選組・山本太郎にも肯定的な論調を示している。山本太郎に関しては本格的な政治活動を始めた2011年から活動を取材してきたという。

## 販売方法
販売は原則的に定期購読契約を募った上での直送制を採っているが、大都市の一部大型書店で店頭販売も行っている。定期購読中での中途解約に返金しない方針が不評だったため、購読料を月単位で指定口座から自動引き落としにする定期購読コースも新設された。現在は行っていないが、ごみ問題への対応から配送する雑誌は包装せず、表紙と裏表紙を接着剤で張り合わせた“袋とじ”で配送していた時期もあった。また、有志によりコミックマーケットに於いてサークル参加し頒布と言う名の販売も行われた。
このほか、部数が低迷しているのは知名度が低いからであるとして、多くの人に読んでもらうことを目的に、公立図書館に定期購読してもらうよう読者に呼びかけ始めたのは2000年代に入ってからである。ただ、利用者が少ないことを理由に購読をやめる図書館も散見される。この現状に対し、図書館が所蔵する『週刊金曜日』をもっと借りるよう読者に促す意見が投書欄に掲載されたりもした。

## 読者会
週刊金曜日の読者が集い、誌面を使っての学習や、その時々のトピックについて自由に議論する「読者会」が全国各地で結成されている。

## 注目を集めた記事・スクープ

### 買ってはいけないシリーズ
船瀬俊介が担当。1999年5月、食の安全性に関するコラムを書籍化。200万部を超えるベストセラーとなった。

## 批判を受けた記事・不祥事

### 天皇イラスト掲載拒否
週刊金曜日の1997年11月14日号の天野恵一の投稿「『天皇行事』のオリンピック　象徴天皇は〝国家元首〟か？『長野五輪は誰のため』」の掲載に際して、貝原浩のイラスト｢オリンピックの『お言葉』で先祖還りを世界に宣する元首アキヒト『ファシズムは繰り返す』｣を掲載しようとしたところ、
1. 今の天皇は平和主義者と右翼は言っていてあまり重きを置いていないが、前天皇については右翼も重きを置いている
2. 天皇にもプライバシーがある。それを侵害してはいけない。今回はそのケースではないが、侮辱もあってはいけない。今回はその侮辱にあたる
3. 今回の企画は、天皇を正面から攻撃したものではない。面倒になることを避けたい。

などを理由に掲載を拒否した。

### GoHoo記事の盗用・無断転載
誤報検証サイト「GoHoo」を運営する日本報道検証機構が「金曜日」側に週刊金曜日の特集記事と単行本で産経新聞の報道を批判するために自社記事の盗用されたことを抗議したため、2017年11月17日発売の同日号で「お詫び」を掲載した。  日本報道機構は22日午後に（1）盗用の原因と再発防止策の不明確（2）盗用指摘3か月経過後も初版本販売（3）執筆者は謝罪せずに「金曜日」の常連執筆者の継続など問題三点を談話で指摘して、「これらの対応をみるとメディアとしての責任を果たしたとは到底言えず、誠に遺憾であります」と批判した。J-CASTニュース編集部は他メディア批判記事で盗用が発覚するのは極めて異例だと報じ、入手した単行本の初版には出典明記さえされていなかったことを明かした。週刊金曜日は2005年にも自社と配信契約の無い共同通信と時事通信の記事の無断使用に謝罪記事を掲載していた。

## 沿革
- 1993年7月-10月、創刊準備号として『月刊金曜日』という名称の月刊誌を発行。編集委員は石牟礼道子、井上ひさし、久野収、筑紫哲也、本多勝一。『月刊金曜日』は、7月号から10月号まで計4号発行される。初代編集長・発行人は和多田進。
- 1993年11月、創刊。創刊号より椎名誠が編集委員に参加。
- 1994年-1995年、社内不祥事による和多田の急な辞任により、編集長・発行人は本多が引き継ぐ。この後、石牟礼と井上が編集委員を辞任。本多の編集後記のよると、石牟礼はもともと金曜日創刊の最初の段階だけ手伝うという約束で編集委員を引き受けていたという。これに対し井上は、盟友の大江健三郎を本多が批判していることから、本多が編集長に就任して以降、誌上に登場することはほとんどなくなっていた。その後、佐高信と落合恵子が編集委員に参加。
- 1995年-1997年、編集長は本多。
- 1996年、副編集長（デスク）として松尾信之が入社。
- 1997-2001年、編集長は松尾信之。
- 2001年、編集長は松尾からデスクの黒川宣之に交代。発行人は本多から黒川に交代。
- 1999年、久野収死去。
- 2000年、辛淑玉が編集委員に参加。
- 2000年-2002年、編集長が朝日新聞OBの岡田幹治に交代。同性愛者に関する掲載記事の表現が誌上で論争となり、辛が編集委員を辞任。
- 2004年、編集長が岡田から元『サンデー毎日』編集長の北村肇に交代。
- 2005年、石坂啓が編集委員に参加。また外部のライターが時事通信と共同通信の配信記事を盗用していた件で同年10月4日に両社に文書で謝罪した。黒川、2期6年の任期満了で発行人を退任（再々任を認めない社の方針に従う）。後任に佐高。
- 2007年12月、椎名誠が編集委員を辞任。雨宮処凛が編集委員に参加。
- 2008年11月、筑紫哲也死去。
- 2009年1月、宇都宮健児、中島岳志、田中優子が編集委員に参加。
- 2010年10月、佐高が発行人を退任し、北村が新発行人に就任。編集長には前副編集長の平井康嗣が2016年10月まで就任。
- 2016年11月、小林和子が編集長に就任（発行人は北村のまま）。
- 2018年9月、植村隆が代表取締役社長兼発行人に就任（北村は任期満了で退任）[14][1]。
- 2021年11月、文聖姫（元朝鮮新報記者）が編集長に就任。28年続く同誌で在日コリアンが編集長になったのは今回が初めて。任期は3年、中間評価もある[15]。
- 2023年7月、中島岳志が編集委員を退任。
- 2024年9月、本多勝一が編集委員を退任[16]。
- 2024年10月、文聖姫が社長兼発行人に就任[17]。
- 2024年11月、吉田亮子が編集長に就任[18]。

## 編集委員

### 現任の編集委員
- 雨宮処凛
- 宇都宮健児
- 想田和弘
- 田中優子
- 崔善愛

### 過去の編集委員
- 石牟礼道子
- 井上ひさし
- 久野収
- 椎名誠
- 筑紫哲也
- 辛淑玉
- 佐高信
- 中島岳志
- 本多勝一

## 歴代編集長
- 和多田進（発行人も兼任・晩聲社創立者）
- 本多勝一（発行人も兼任・元朝日新聞社会部員のジャーナリスト）
- 松尾信之（元『日刊ゲンダイ』ニュース部長・元『日刊アスカ』編集局長）
- 黒川宣之（元朝日新聞論説副主幹、先代発行人）
- 岡田幹治（元朝日新聞経済部員）
- 北村肇（新聞労連兼毎日労組元委員長・元『サンデー毎日』編集長）
- 平井康嗣（初の生え抜き編集長）
- 小林和子（初の女性編集長）
- 文聖姫（元朝鮮新報記者）[19]
- 吉田亮子